# Estación Llanquihue
Llanquihue es una estación de ferrocarril del sur de Chile, ubicada en la ciudad y comuna de Llanquihue, Región de Los Lagos. 
Luego del cierre Regional Victoria-Puerto Montt en 2007, el presidente Gabriel Boric anunció la reapertura de esta estación como parte del Tren Llanquihue-Puerto Montt. Reabrió sus puertas el 22 de abril de 2025.

## Historia
La estación se inauguró en 1907. En el año 2005 fue remodelada para la puesta en marcha del servicio de pasajeros Regional Victoria-Puerto Montt, entre Temuco y Puerto Montt, que se inauguró el 6 de diciembre de ese año. En marzo de 2006 el servicio se extendió hasta la ciudad de Victoria.
En 2007 el recinto dejó de recibir pasajeros debido a la suspensión de la operación.

### Tren Llanquihue-Puerto Montt
En su segunda cuenta pública, el presidente Boric señaló dentro del Trenes de Cercanía 30/30, que busca poner en marcha en el corto plazo el servicio que conecte Llanquihue con la estación La Paloma.
El 16 de enero de 2024 se transportó la locomotora TLD-503 para desarrollar un recorrido de pruebas con pasajeros entre Puerto Varas y Llanquihue.
La misma actividad se desarrolló el 14 de febrero. En esta misma fecha iniciaron los trabajos de reparaciones de la estación La Paloma; los trabajos iniciados en estas fechas consideran además la rehabilitación de los andenes de las otras estaciones de la red.
El 14 de febrero iniciaron los trabajos de reparaciones de la estación La Paloma; los trabajos iniciados en estas fechas consideran además la rehabilitación de los andenes de las otras estaciones de la red. Se proyectó que la estación inicie sus operaciones en diciembre de 2024. Luego la fecha fue movida hacia marzo de 2025. sin embargo, como consecuencia de  observaciones realizadas por Contraloría, se anunció que esta estación y el resto del servicio será inaugurado en abril de 2025, una vez subsanadas las deficiencias detectadas. Finalmente, reabrió sus puertas el 22 de abril de 2025.

### Futuro
Desde febrero de 2024 se está trabajando en un estudio para justificar la extensión de este servicio desde esta estación para conectar a la estación La Unión con Puerto Montt.